# Поремба-Лясковска
Поре́мба-Ляско́вска (пол. Poręba Laskowska) — село в Польше в сельской гмине Скала Краковского повета Малопольского воеводства.

## География
Село располагается в 5 км от административного центра гмины Скала и в 21 км от административного центра воеводства города Краков.
В 1975—1998 годах село входило в состав Краковского воеводства.

## Население
По состоянию на 2013 год в селе проживало 134 человека.
| 2008 | 2013 |
| ---- | ---- |
| 140  | 134  |

| Перепись  | Всего   | Всего | Женщины | Женщины | Мужчины | Мужчины |
| --------- | ------- | ----- | ------- | ------- | ------- | ------- |
| Единицы   | человек | %     | человек | %       | человек | %       |
| Население | 134     | 100   | 69      | 51,49   | 65      | 48,51   |